# Бакун, Мигел
Мигел Бакун (28 октября 1909 года, Марешал Маллет, Парана — 14 февраля 1963 года, Куритиба) — бразильский художник.

## Биография
Мигел Бакун родился 28 октября 1909 года в семье украинских эмигрантов. Получил военное образование. Начинает заниматься рисованием после знакомства в мореходной школе с художником Ж. Пансетти.
В 1930 году, после аварии и увольнения из ВМС по инвалидности, переезжает в Куритибу, где работает фотографом и декоратором.
В 1939 году, в поисках благоприятного культурного окружения, переезжает в Рио-де-Жанейро, но уже в 1940 году возвращается в Куритибу, где открывает художественную мастерскую. В дальнейшем сотрудничает с А. Шавьер, Лойо-Персио, М. Лейте и Н. Превиди.
В 1960 году обращается к религиозной тематике. Вскоре Бакун переживает финансовые затруднения и в состоянии депрессии 14 февраля 1963 года заканчивает жизнь самоубийством в собственной мастерской.
В настоящее время его работы хранятся в коллекциях Музея Оскара Нимайера, Музее искусств Куритибы, Музее современного искусства штата Парана и частных коллекциях. Именем Бакуна назван выставочный зал в Музее Оскара Нимайера.